# まとばゆう
まとば ゆう（1985年6月18日 - ）は、日本のお笑いタレント、ピアニスト、作曲家。
本名及び作曲家としての活動名義は的場 優（まとば ゆう）。神奈川県横須賀市出身。かつてはアミー・パークに所属していたが、2017年9月からフリー。その後2018年1月1日より、太田プロダクションに所属。

## 略歴
5歳からピアノを始め、音楽の道に入る。7歳から作曲を始め、16歳から音楽大学を目指すために以前からやっていた作曲に合わせて和声の勉強も本格的に始める。
神奈川県立横須賀大津高等学校を経て、2004年、日本大学芸術学部音楽学科入学、作曲コース専攻。
2010年日本大学大学院芸術学研究科音楽芸術専攻作曲コース博士前期課程修了。
一般社団法人「日本作曲家協議会会員」。
2007年、第2回TIAA作曲家コンクールにて『2声ソプラノとピアノのためのハート型の思い出～寺山修司少女詩集より～』にて入選。
2016年、第20回TIAA作曲家コンクールにて『咲き匂うふで〜フルートのための〜』で審査員賞（一位なし）、『Zimmer〜フルート、クラリネット、チェロのための〜』で入選。
2017年、東京ピアノコンクールにて審査員特別賞（アマチュア部門。ラヴェル：ソナチネ全楽章）
2020年第22回万里の長城杯国際音楽コンクールピアノA部門3位。（135人中）
これまで師事した人物は、ピアノは高橋希代子、永戸恭子、海老彰子。作曲は太田彌生、綿村松輝、湯浅譲二。歌を野戸久嗣、ポップスピアノを石田みどりに師事。
個人事務所『桃木こもも音楽事務所』を設立し、演奏者へ楽曲提供を行う他、映画、舞踊、演劇など音楽を手掛け、演奏者の派遣やコンサート企画・プロデュースなども行っている。
音楽に携わる仕事をしたく、大学院卒業間際に100社以上の大手レコード会社、音楽事務所などへデモテープを送り続けるが、音楽関係からはどこからも反応が無く、今度はジャンルを選ばずオーディション雑誌に載っていた事務所に「あ」から順番にデモテープを送ることにし、その中でアミー・パークの目に留まり、同社の社長から「音楽ができるなら、お笑いなんて簡単だから」と言われて背中を押される形で、芸人枠として採用されることになる。2011年、アミー・パークに所属し、お笑い界に進出してピアノ芸人としてデビュー。これと同時に芸名を『まとばゆう』とする。
ピアノ演奏曲のレパートリーは1000曲を超える。
地元・横須賀出身の芸人たちによる集団『0468スタイル』に参加、0468スタイルとして横須賀で定期的にライブを開催。お笑いライブや定期コンサートの他、ショッパーズプラザ横須賀、三井アウトレットパーク 横浜ベイサイド、八景島シーパラダイス、横浜ランドマークタワーなどのショッピングモール、新宿伊勢丹会館、インターコンチネンタルホテル横浜、横浜マリンタワー、行楽地、各店店頭、老人ホーム慰問などでも演奏会を開催。芸人としての目標は清水ミチコ。
2015年の歌ネタ王決定戦で準決勝進出。2016年のR-1ぐらんぷりで準決勝進出。2016年の歌ネタ王決定戦で初の決勝進出を果たす。2017年R-1ぐらんぷり準決勝進出（2年連続）。歌ネタ王決定戦2017準決勝進出。
2017年女芸人no.1決定戦THE W決勝進出。5位。
2017年8月いっぱいで、6年間所属していたアミー・パーク所属を離れ、フリーとなる。芸人活動は続行。フリーの間、相談に乗ったり支えてもらったのは同じ事務所の先輩だったじゅんいちダビッドソンだった。2018年1月1日より太田プロダクションに所属。
芸能界特技王決定戦 TEPPEN（フジテレビ）では、『2019冬の陣』（2019年1月11日）、『2019夏の陣』（2019年8月9日）とも、ピアノ部門の3位に入る。2020年1月25日放送では、星野源の恋を演奏し準優勝。

## 芸風
- クラシックの名曲に合わせて、自虐的なことや世間への皮肉を交えながら心の叫びを替え歌にして歌う[3]。ティアラを頭に着けて出演することも多い。
- 替え歌ネタでは他に、澤穂希の格好と物真似で『さとうきび畑』のメロディを弾きながら、有名女子アスリートに毒付くというネタを披露している[19]。2016年のR-1ぐらんぷりではこのネタを披露した[20]。
- この他には以下のようなネタがある。
  - 「色々なトルコ行進曲」[19]
  - 「手短かにまとめたい」[19]
  - 「寺島しのぶの歌」
  - 「絶対鈍感女」
  - 「曲当たり」
  - 「学校では教えてくれないクラシック講座」
  - 「背泳ぎピアノ」
  - 「イントロソング」

## 受賞歴
- 歌ネタ王決定戦
  - 2015 準決勝進出
  - 2016 決勝進出・5位
  - 2017 準決勝進出
  - 2018 準決勝進出
- R-1ぐらんぷり
  - 2016 準決勝進出
  - 2017 準決勝進出
  - 2018 準決勝進出
  - 2019 準々決勝進出
  - 2020 準々決勝進出
  - 2022 準々決勝進出
- 女芸人No.1決定戦 THE W
  - 2017 決勝進出・5位

- TIAA作曲家コンクール
  - 2007年:第2回-入選[21]
  - 2016年:第20-審査員賞（一位なし）[10]、[10]

- 2017年東京ピアノコンクール-審査員特別賞（アマチュア部門[22][12]。
- 2020年第22回万里の長城杯国際音楽コンクールピアノA部門3位。（135人中）

## 出演

### テレビ
- 森田一義アワー 笑っていいとも!（フジテレビ）
2012年11月12日「ウルトラソウル選手権」コーナー出演。B'zの「ultra soul」に合わせ、右手でキーボードを弾きながら左手で黒ひげ危機一発を飛ばすという芸を披露[23]。
- 明日決定! 歌ネタの星（毎日放送）- 2015年9月9日
- もうすぐR-1ぐらんぷり2016決勝 R-1製作所 ～オモシロひとり芸ロケットを打ち上げろ!～（関西テレビ・フジテレビ）- 2016年2月22日（KTV）、2016年3月6日（CX）
- R-1ぐらんぷり 決勝戦（関西テレビ・フジテレビ系）
  - 2016年3月6日、復活ステージ出場者として出演。
  - 2017年2月28日、復活ステージ出場者として出演。
  - 2018年3月6日、復活ステージ出場者として出演。
- いよいよ歌ネタ王決定戦2016～準決勝の激闘すべて見せますSP～（毎日放送）2016年8月31日
- 三戸なつめのSONG STREET★  歌ネタ王決定戦直前SP（毎日放送）2016年9月1日
- ○○7～斎藤工が選ぶ7組の芸人（毎日放送）2016年9月3日
- 歌ネタ王決定戦2016 決勝戦（毎日放送）2016年9月7日
- トレンディエンジェルのお笑いトレンディ夜会（BS朝日）2016年9月27日
- U字工事のふれあいマーケット3（とちぎテレビ、群馬テレビ、テレビ神奈川tvk、千葉テレビ、テレビ埼玉）2016年12月1日、5日、6日、8日、12日、13日
- R-1ぐらんぷり2017放送決定! それまでに見とかなアカン!! ひとり芸あるある（関西テレビ） - 2016年12月19日
- お願い!マンピンコン （Abema TV）- 2017年1月24日（24:50～）
- 女芸人No.1決定戦 THE W（日本テレビ）
  - 決勝進出者決定！大女子会SP - 2017年12月2日
  - 事前特番『ウチのガヤがすみません!』 - 2017年12月10日
  - 決勝戦 2017年12月11日
- 月いちLIVE配信日テレアナウンサーの番組「アナBAR（バー）」　-　2017年12月8日
- PON!（日本テレビ） - 2017年12月11日（THE W 事前インタビュー）
- はやりば Hayari Bar（中京テレビ、2018年1月5日）
- グッドスピード（テレビ愛知、2018年1月19日、2019年1月25日）
- 恋するクラシック（BS日テレ、2018年4月2日 - 毎週月曜21:00-22:00）レギュラー出演　2019年3月に終了。
- シューイチ（日本テレビ、2018年4月15日7） - 「ブレークちょい前芸人」企画出演
- スッキリ（日本テレビ） - 「クイズッス」コーナー・女芸人No.1決定戦 THE W記者会見（2018年7月23日）、THE W記者会見（2019年6月19日）
- ZIP!（日本テレビ）、「ワラガチャ」コーナー、2018年8/23.10/5出演
- 嵐にしやがれ（日本テレビ、2018年9月15日） - 「第1回大林素子イチオシ芸人大会」出演
- 日テレポシュレ（日本テレビ・BS日テレ、2018年 不定期出演）
- 取扱注意人物 スターの種か？デンジャーか？（テレビ朝日、2018年10月17日深夜）
- 東京オーディション（仮）（東京MX、2018年10月8日、12月17日、2019年2月18日、3月11日、5月27日、6月17日、7月22日、8月19日、9月23日、10月28日、11月18日)
- おじさん爆弾（テレ朝チャンネル 2018年10月24日）
- スマートフォンデュ「2019年の主役は俺たちだ! ネクストブレイク芸人 超ショートネタ祭り」（テレビ朝日、2018年10月25日[24]）
- クロ女子白書（福岡放送、東京MX2 2018年11月21、28日、12月26日、2019年1月2日）
- 芸能界特技王決定戦 TEPPEN（フジテレビ）
  - 2019冬の陣（2019年1月11日） ピアノ部門3位[25]
  - 2019夏の陣（2019年8月9日） ピアノ部門、前回に続き3位[26]
  - 第19回（2020年1月25日） ピアノ部門2位
  - 第21回（2020年9月26日） ピアノ部門3位
- そろそろ にちようチャップリン歌謡祭（テレビ東京、2019年1月12・19日）
- 有吉ベース（フジテレビオンデマンド） - #82（「女芸人バレンタインチョコレート大作戦の回」　2019年2月4日配信）、#88（「祝！柳原可奈子 結婚式～余興対策委員会～の回」 2019年4月29日配信）、#94（「美女だらけの水泳大会～夏なので、美女芸人だけで水泳大会を開催してみた～の回」 2019年4月22日配信）
- ぶるぺん〜今まさに世に出ようとしている「あったまった人々」が登場!〜（GYAO!、2019年3月12日）
- かみひとえ（ヤバイかスゴイかカミヒトエ!）（テレビ朝日、2019年4月10日（Ameba TVの「見逃し配信#2」に出演）・2019年7月15日）
- ライオンのグータッチ（2020年10月3日、フジテレビ）
- 知らなくて委員会（2020年12月7日、北海道放送）
- ブイ子のバズっちゃいな!（テレビ朝日）- 2021年1月22日
- 特命ぺこぱ〜ぺこぱ貸します〜(2021年2月26日、4月25日、5月17日、5月24日、6月23日、2022年6月13日、6月20日、ひかりTV)
- ナニコレ珍百景(2021年4月11日、フジテレビ)
- 土ドラ『顔だけ先生』第4話(2021年10月30日、フジテレビ)
- 中居正広の金曜日のスマイルたちへ太田プロネタ祭り(2021年11月12日、TBS)
- 再現できたら100万円!THE神業チャレンジ(2022年3月25日、TBS)
- お笑い合戦 独眼竜カミナリ(2022年4月2日、4月23日、KHB東日本放送)
- 健康カプセル!ゲンキの時間(2023年3月5日、TBS)
- ぽかぽか(2023年5月23日、フジテレビ)
- 金のツカミ(2023年10月8日、日本テレビ)
- ARIGATEENA TV(2024年1月28日、テレビ埼玉)
- 有吉ベース(2024年2月12日、FOD)

### ラジオ
- YU FAN TODAY（FM・ブルー湘南）- 2013年まで放送
- 0468スタイル・レディオ! 〜人間チョップ交差点〜 （FM・ブルー湘南）
- 吉田照美 飛べ!サルバドール（文化放送）- 2016年3月28日
- サンドウィッチマンの天使のつくり笑い（NHKラジオ第1放送）2016年9月6日
- マイナビ Laughter Night（TBSラジオ、2018年2月2日[27]）
- オールナイトニッポンR「決戦!お笑い有楽城」（ニッポン放送） - 2018年4月8日
- 手賀沼ジュンのウナンサッタリ・パンツ（NACK5） - 2018年6月2日
- ポルノグラフィティ 新藤晴一のカフェイン11（bayfm）- 2022年10月10日、17日、2023年2月27日、3月6日）学べるラジオ　クラシック編

### DVD
- じゅんいちダビッドソンののびしろの向こう側 特典映像『じゅんいちダビッドソンのイタリア紀行クイズ』にU字工事と共にゲスト出演 （2017年3月22日発売）

### 新聞・雑誌
- 横須賀タウンニュース 2018年1月1日
- 日刊スポーツ 2018年1月9日
- 音楽之友社ONTOMO 2019年7月8日[28]
- 朝日新聞withnews クラシック「あるある」ネタじわり人気…ピアノ歴30年、異色の芸人　2023年9月17日
- 横須賀タウンニュース ピアノ芸人 夢の途中2024年1月5日

## 作曲作品
※受賞作品
- 2007年、第11回TIAA作曲家コンクール

2声ソプラノとピアノのためのハート型の思い出～寺山修司少女詩集より～』で入選。
- 2016年、第20回TIAA作曲家コンクール
  - 咲き匂うふで〜フルートのための〜
  - Zimmer〜フルート、クラリネット、チェロのための〜

※編成が書いていないものは、ピアノ独奏曲。
- ピエロ チェロとピアノの為に（2004年）
- 落下星 フルートとチェロとヴィブラホンの為に （2005年）
- Zimmer フルートとクラリネットとチェロの為に（2005年）
- 水妖記 弦楽四重奏（2006年）
- ハート型の思い出 二声ソプラノとピアノの為に（2006年）
- 飛び込む男 三人の打楽器奏者の為に（2007年）
- RIBBON クラリネットとギターとカホンの為に（2007年）
- NAOMI 弦楽四重奏（2007年）
- First movement（2008年）
- 乱・蘭・卵（2008年）
- ピンクガールズ オーケストラの為に（2008年）
- 熱狂と歓喜の日々 歌モノ（2008年）
- 2009年『メガネのあなた』歌モノ（2009年）
- Yokosuka Heart 歌モノ（2009年）
- 神戸デザートアイランドの唄 歌モノ（2009年）
- Navy Burgers Song 歌モノ（2009年）
- ガラスのポーチ 歌モノ（2009年）
- Second movement（2009年）
- 蘭～ぽっかりと浮かんだ～（2009年）
- D.D.～dummy dreams～オーケストラの為に（2010年）
- 蝶 二台ピアノの為に（2010年）
- 私の夢は叶うんです!! マリンバとピアノの為に（2010年）
- ほんとだよ （2010年）
- 私が広末涼子ちゃんだったら マリンバとピアノの為に（2010年）
- Third movement（2011年）
- Fouth movement（2011年）
- 終わっちゃった人生（2014年）
- 夢・メロディ・祭（2015年）
- 手短にまとめたい 歌ネタ（2016年）
- 箱の中のワルツ （2016年）
- 恋人 for clarinet and bass clarinet（2017年2月23日 日本の作曲家2017ニューカマーズで初演）

（ より。）
- 大切、春、色、家にあるもの、など（2020年）
- 毎日即興作曲(2021年11月〜)
- 色とりどりの花〜バリトンとチューバのために〜 2023年4月19日、低音デュオ第15回演奏会、委嘱初演)

### 映画音楽
- とある放課後に （2009年）

## ライブ・コンサート
（ より。）
- おもしろコンサート （ピアノ演奏、紙芝居、トークからなるコンサート）
- まとばゆうのゆうゆうマンボ! （東京・下北沢 エッグカートン）
- YU LOVES XX コンサート （門仲天井ホール → 2013年から両国天井ホール）
  - YU LOVES MOZART!! （2008年11月30日）
  - YU LOVES LISZT!! （2009年11月23日）
  - YU LOVES CHOPIN!! （2010年11月3日）
  - YU LOVES BACH!! （2011年11月3日）
  - YU LOVES BEETHOVEN!! （2012年9月23日）
  - YU LOVES DEBUSSY!! （2013年12月29日）
  - YU LOVES RAVEL!! （2014年7月19日）
  - YU LOVES SHUMANN!! （2015年7月18日）
  - YU LOVES RACHMANINOFF‼︎（2016年7月16日）
  - YU LOVES  Rameau、Couperin、Ravel!!（2017年7月15日）
  - YU LOVES BEETHOVEN2!!（2018年7月14日）
  - YU LOVES PROKOFIEF!!（2019年10月19日）
  - YU LOVES ALBENIZ!!（2020年9月20日）
  - YU LOVES NAZARE!!(2021年6月13日)
  - YU LOVES SATIE!!(2022年6月11日)
  - YU LOVES DEBUSSY2!!(2023年6月10日)
  - YU LOVES SCHUBERT!!(2024年6月8日)
- 的場優ピアノコンサート （横須賀中央・地球堂3階メルシーボーク　毎月最終日曜日。丸8年開催し、2018年2月25日96回で終了。）
- まとばゆうの売れるためにやるライブ （2017年4月28日 新宿バティオス）MC お見送り芸人しんいちさん
- かぎしっぽとまとばゆうのミュージカルネタライブ（第1回は2017年11月2日、新宿バッシュにて）
- タイタンシネマライブ（2018年2月9日）
- サントリーホールニューイヤーファミリークラシック（ウィーン・フォルクスオーパー交響楽団）MC担当（2020年1月6日）
- まとばゆう音楽教室（2020年4月25日四谷三丁目太田プロ稽古場開催予定）
- タイトプランニングオフィス主催：真夜中の音楽会（2021年5月〜全国文化会館にて上演予定）
- ネイチャートークライブ(2021年12月10日、2022年7月8日、11月24日) ダチョウ倶楽部・寺門ジモンさん主催